# The Smoker You Drink, the Player You Get
The Smoker You Drink, the Player You Get es el segundo álbum de estudio del guitarrista y cantante de rock estadounidense Joe Walsh. Fue publicado el 18 de junio de 1973 por ABC/Dunhill Records.

## Antecedentes
Joe Walsh, que estaba cansado de la presión de escribir y cantar la mayor parte y de ser el único instrumento melódico del trío, dejó la banda en diciembre de 1971. “Me sentí frustrado por ser el único instrumento melódico [en la banda]”, dijo más tarde a In the Studio. “Quería expandirme y probar algo más. Tampoco quería estereotiparme como un ‘guitarrista de rock americano’. Sentí que había más músico que eso en mí”. Walsh se reunió con su viejo rival de Cleveland Joe Vitale y el bajista Kenny Passarelli para formar una nueva banda llamada Barnstorm. Lanzaron un debut homónimo en 1972, atribuido a Walsh, que resultó siendo un fracaso debido a la política de la industria. “No nos estaba yendo muy bien porque los poderes fácticos no querían que dejara James Gang, pero sentí que tenía que hacerlo”, le dijo Walsh a Redbeard. “[Los] poderes fácticos [eran] la antigua dirección, la dirección de James Gang y la compañía discográfica querían desalentar mi intento en solitario, Barnstorm, con la esperanza de que volviera con James Gang. No querían que la gente supiera que yo no estaba en James Gang. Por eso al primer álbum de Barnstorm no le fue muy bien”.

## Diseño de portada
La portada del álbum fue diseñada por el diseñador gráfico estadounidense Jimmy Wachtel y presenta un caza británico Sopwith 7F.1 Snipe con colores franceses que parece volar boca abajo (el cielo azul está en la parte inferior; el suelo marrón está en la parte superior).

## Promoción

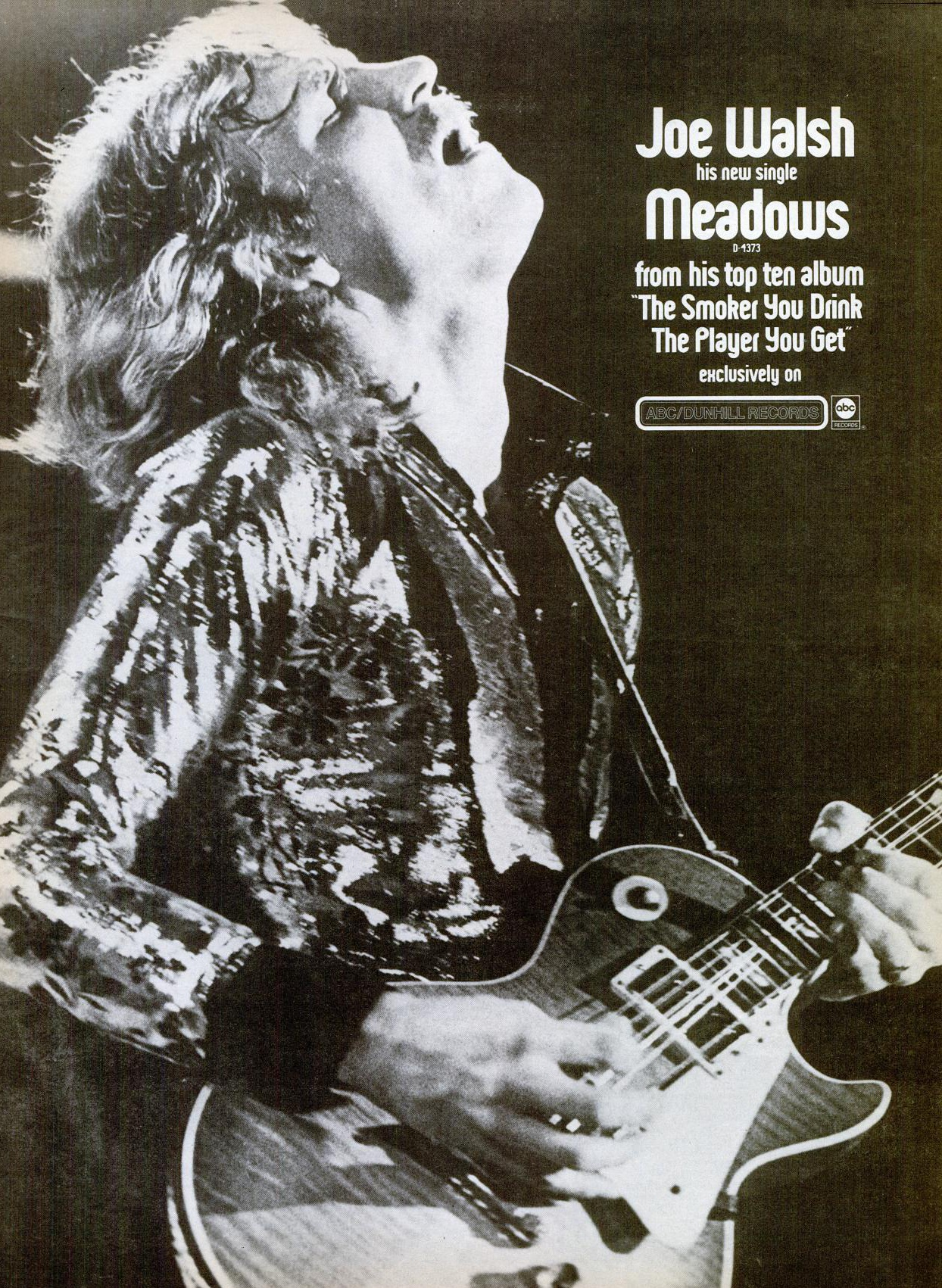
Anuncio comercial del sencillo «Meadows».

La canción de apertura, «Rocky Mountain Way» fue publicada el 17 de agosto de 1973 como el sencillo principal del álbum. La revista Cash Box  describió el sencillo como un “rockero obsceno que se destaca por la excelente guitarra de Joe”. «Rocky Mountain Way» debutó en la lista Hot 100 de la revista Billboard el 11 de agosto de 1973 en el número 99; subió al número 23, su punto máximo, el 20 de octubre. Al sencillo le fue mejor en la lista de sencillos de la revista Cash Box, alcanzando la posición número 13 durante la semana del 20 de octubre.
«Meadows» fue publicado el 25 de enero de 1974 como el segundo y último sencillo de The Smoker You Drink, the Player You Get. La revista Record World elogió las “excelentes guitarras y voces” de la “canción de rock que está destinada a ser un monstruo”, mientras que Cash Box escribió: “No es tan pesado como «Rocky Mount», este todavía tiene esa cualidad de conducción dura y alta energía que se ha convertido en un elemento básico de las listas”. «Meadows» debutó en la lista Hot 100 el 12 de enero de 1974 en el número 97; subió al número 89, su punto máximo, el 26 de enero. El sencillo alcanzó la posición número 77 en la lista de sencillos de la revista Cash Box durante la semana del 2 de febrero.

## Recepción de la crítica
Un escritor no especificado de Record World escribió: “El supertalentoso Walsh ha reunido su mejor trabajo desde los primeros días de James Gang en este conjunto de música electrificada e imaginativa. Tratar las voces como instrumentos con técnicas de ingeniería únicas funciona mejor en «Days Gone By», «Bookends» y «Happy Ways»”, mientras que la revista Billboard describió The Smoker You Drink, the Player You Get como un “buen set de rock directo”.
En su reseña en retrospectiva para AllMusic, Ben Davies comentó: “El legendario Bill Szymczyk trabaja junto con Walsh para encargarse de la producción y se encarga de la mezcla. El trabajo de Szymczyk en esta área es, como siempre, asombroso. The Smoker You Drink, the Player You Get incluye algunas de las pistas más recordadas de Joe Walsh, pero no son sólo ellas las que hacen que el álbum sea un éxito. Cada una de las nueve pistas es una canción de la que estar orgulloso. Este es un álbum magnífico para los estándares de cualquiera”.

## Lista de canciones
Todas las canciones escritas y compuestas por Joe Walsh, excepto donde esta anotado. 
| Lado uno |                                                                         |          |  |
| N.º      | Título                                                                  | Duración |  |
| 1.       | «Rocky Mountain Way» (Walsh, Joe Vitale, Kenny Passarelli, Rocke Grace) | 5:16     |  |
| 2.       | «Bookends» (Vitale)                                                     | 2:47     |  |
| 3.       | «Wolf»                                                                  | 3:11     |  |
| 4.       | «Midnight Moodies» (Grace)                                              | 3:39     |  |
| 5.       | «Happy Ways» (Passarelli, Bernard Zoloth)                               | 2:42     |  |

| Lado dos |                         |          |  |
| N.º      | Título                  | Duración |  |
| 1.       | «Meadows»               | 4:44     |  |
| 2.       | «Dreams»                | 5:41     |  |
| 3.       | «Days Gone By» (Vitale) | 5:59     |  |
| 4.       | «(Day Dream) Prayer»    | 1:56     |  |

## Posicionamiento

### Gráfica semanal
| Gráfica (1973)                            | Pico de posición |
| ----------------------------------------- | ---------------- |
| Canadá (RPM 100 Albums)                   | 2                |
| Estados Unidos (Billboard Top LPs & Tape) | 6                |
| Estados Unidos (Cash Box Top 100 Albums)  | 11               |
| Estados Unidos (Record World Album Chart) | 10               |

### Gráfica de fin de año
| Gráfica (1973)                            | Pico de posición |
| ----------------------------------------- | ---------------- |
| Estados Unidos (Billboard Top LPs & Tape) | 82               |
| Estados Unidos (Cash Box Top 100 Albums)  | 49               |

## Certificaciones y ventas
| País                  | Certificación | Ventas  |
| --------------------- | ------------- | ------- |
| Estados Unidos (RIAA) | Oro           | 500 000 |
| Reino Unido (BPI)     | Plata         | 60 000  |